# Сценична треска
„Сценична треска“ (на английски: Stage Fright) е американски криминален филм от 1950 г., режисиран от Алфред Хичкок, с участието на Джейн Уаймън, Ричард Тод, Марлене Дитрих и Майкъл Уилдинг в главните роли. Сценарият е на Уитфийлд Кук, Роналд Макдугъл и Алма Ревил, по романа „Man Running“ на британския писател Селвин Джепсън.

## Сюжет
Внимание:  Текстът по-долу разкрива сюжета на произведението (или части от него)!
В дома на прочутата театрална актриса Шарлот Инууд (Марлене Дитрих) е извършено убийство – жертва е нейният съпруг. Нейният почитател Джонатан Купър (Ричард Тод), заподозрян в извършването на това престъпление, се обръща за помощ към своята позната Ив Гил (Джейн Уаймън), която е студентка по драматично изкуство. Тайно влюбената в него Ив решава да разбере какво се е случило и за да му помогне, става камериерка на Шарлот Инууд ...

## В ролите
| Актьор         | Роля                  |
| -------------- | --------------------- |
| Джейн Уаймън   | Ив Гил                |
| Ричард Тод     | Джонатан Купър        |
| Марлене Дитрих | Шарлот Инууд          |
| Майкъл Уилдинг | детектив Уилфред Смит |
| Алистър Сим    | командор Гил          |
| Сибил Торндайк | мисис Гил             |
| Джойс Гренфел  | Lovely Ducks          |
| Кай Уолш       | Нели Гуд              |
| Патриша Хичкок | Чаби Банистър         |

## Камео на Алфред Хичкок
Алфред Хичкок се появява в камео роля – върви по улицата и се обръща след Джейн Уаймън.

## Награди и номинации
| Награди                                                     | Награди                                      | Награди                       | Награди               |
| Награда                                                     | Категория                                    | Име                           | Резултат              |
| ----------------------------------------------------------- | -------------------------------------------- | ----------------------------- | --------------------- |
| Награди на Националния съвет на кинокритиците на САЩ – 1950 | Най-добрите десет филма                      | Сценична треска               | включване в десетката |
| Награди на Международния филмов фестивал в Локарно – 1950   | награда LIFF Mention (Специално отбелязване) | Алфред Хичкок                 | награда LIFF Mention  |
| Награди „Едгар Алан По“-1951                                | Най-добър сценарий на криминален филм        | Уитфийлд Кук и Селвин Джепсън | номинация             |